# La Méridionale
La Méridionale (anciennement connue sous le nom de Compagnie méridionale de navigation ou CMN) est une compagnie de navigation maritime privée française assurant des liaisons régulières entre la France continentale, la Corse et le Maroc. Fondée en 1931 par les frères Rastit, elle commence son activité dans le transport de marchandises et de produits pétroliers le long des côtes du sud de la France avant d'ouvrir en 1937 ses premières liaisons avec la Corse, toujours en ne transportant que des marchandises.
C'est à partir des années 1970 que la compagnie connaît un fort développement grâce à la mise en service de ses premiers rouliers. Elle complète aussi, à partir de 1976, l'offre de transport de fret de la SNCM à l'occasion de la mise en place du service de continuité territoriale. Ses activités dans le transport de passagers débutent en 1988 à la suite de l'aménagement de deux de ses cargos. C'est dans ce domaine que se forge la réputation de la compagnie, bien que le transport du fret reste son activité principale.
Rachetée en 1992 par le groupe STEF, spécialiste européen du transport frigorifique, La Méridionale se voit attribuer à partir de 2001, conjointement avec la SNCM, la délégation de service public (DSP) organisée par l'OTC pour la desserte subventionnée de la Corse depuis Marseille. Elle exploite dans ce cadre jusqu'en octobre 2019 trois navires mixtes (navire transportant simultanément du fret et un certain nombre de passagers ainsi que leurs véhicules) vers les ports de Bastia, Ajaccio et Propriano avant d'être finalement reléguée aux ports secondaires de la Corse-du-Sud après avoir été partiellement évincée de la DSP au profit de Corsica Linea (ex-SNCM). Cette conjoncture difficile, amplifiée par la crise sanitaire provoquée par la pandémie de Covid-19, poussera la compagnie à diversifier ses activités avec l'ouverture d'une ligne vers le Maroc à la fin de l'année 2020. Malgré la reprise du dialogue entre les deux armateurs délégataires et la mise en place d'un nouveau partenariat pour la desserte du port principal d'Ajaccio, La Méridionale demeure actuellement toujours évincée de la desserte de Bastia et accuse encore aujourd'hui un important déficit, notamment sur sa ligne marocaine. Depuis 2023, la compagnie est désormais une filiale de l'armateur CMA CGM qui a entrepris dès son arrivée à la tête de la société une vaste stratégie de développement avec la commande de nouveaux navires et l'ouverture de nouvelles liaisons.
Le siège de La Méridionale est situé à Marseille. La compagnie, au sein de laquelle la SNCM possédait jusqu'en 2009 une importante participation, emploie environ 500 personnes dont près de 30% d'entre elles résident en Corse où sont immatriculés tous les navires.

## Histoire

### 1931 - 1988
La Compagnie méridionale de navigation (CMN) est fondée en 1931 à la suite de l'union des frères Henri et Félix Rastit et des filles de l'armateur Alban Giannoni, originaire de Cassano en Balagne, et copropriétaire de l'armement Berengier – Giannoni,. La compagnie débute dans le petit cabotage méditerranéen en acheminant des produits pétroliers et des marchandises diverses entre Sète et Marseille. À partir de 1937, la CMN commence à transporter des marchandises vers la Corse à l'aide du cargo Brescou, acquis en 1935.
En 1940, les services de la compagnie sont interrompus en raison de la Seconde Guerre mondiale. Durant le conflit, la totalité de sa flotte, réquisitionnée, est détruite. Les activités de la CMN ne reprennent qu'en 1945 avec l'acquisition du Brescou II, mis en service entre Marseille et la Corse.
Afin d'améliorer les conditions d'acheminement du fret, les pouvoirs publics créent le 25 décembre 1955 la Conférence maritime continent - Corse regroupant entre autres la CMN et la Compagnie générale transatlantique qui s’engagent à coordonner leurs services, améliorer la desserte de tous les ports corses et promouvoir une politique de transport adaptée aux besoins de l’île. À cet effet, la CMN renouvelle sa flotte dès 1956 qui compte à la fin de la décennie huit navires.
La Conférence maritime continent - Corse aura toutefois pour conséquence de retarder le projet de la CMN, qui prévoyait de remplacer ses cargos par quatre unités neuves à la fin des années 1960 et dont le gel des tarifs jusqu'en 1966 compliquera le financement. La compagnie parvient finalement à passer commande en 1969 de deux navires aux Ateliers et Chantiers du Havre,. Livrés en 1970, les rouliers Ville de Bastia et Ville d'Ajaccio sont les premiers navires de la CMN à adopter le système Roll on-Roll off, bien plus efficace que la manutention verticale conventionnelle. Ces navires seront suivis en 1973 par le Ville de Corte, livré par les chantiers ouest-allemands Schulte & Bruns, et en 1975 par le Rhône, acheté d'occasion à la compagnie allemande Rhienecke,.
Le 12 septembre 1975, le président Giscard d'Estaing décide l’instauration d’un service public maritime pour la desserte de la Corse dans le cadre de la continuité territoriale. Ainsi, en mars 1976, la CGTM, héritière des services méditerranéens de la Transat, est nationalisée et devient la SNCM. Si la nouvelle entité se voit confier en priorité la mission du transport des passagers et du fret dans le cadre de la continuité territoriale, la CMN, de par la qualité de ses prestations, se verra octroyée la possibilité de participer au service public entre le continent français et la Corse, complétant ainsi l'offre de transport de fret de la SNCM. À cette occasion, la Compagnie générale maritime (CGM) acquiert des parts de la CMN.
En vue d’harmoniser sa flotte avec celle de la SNCM, la CMN passe commande en 1978 d'un nouveau cargo. Prévu pour être doté d'une capacité d'au moins 1 120 mètres linéaires, il est conçu comme un navire voisin du futur Monte Stello de la SNCM.
En prévision de l'arrivée des nouvelles unités, la CMN et la SNCM mettent en place un plan de flotte permettant d'absorber au mieux le trafic. Ainsi, les cargos Rhône et Ville de Bastia sont retirés du service respectivement en 1977 et 1979. La CMN affrète en remplacement le cargo Monte Cinto à la SNCM.
En mai 1980, la CMN prend livraison du Porto Cardo, construit par les Ateliers et Chantiers du Havre. Le nouveau cargo est mis en service entre Marseille et Bastia en remplacement du Ville d'Ajaccio, retiré de la flotte puis vendu en 1981.
La constante augmentation du trafic fret entre Marseille et Bastia entraînera la commande d'une nouvelle unité plus imposante aux ACH au début des années 1980. Mis en service en 1985, le Santa Regina, sister-ship du Monte Cinto de la SNCM, remplace le Porto Cardo sur Bastia, permettant son déplacement sur la ligne d'Ajaccio.
À la fin des années 1980, devant l'augmentation du trafic passager, l'Office des transports de la Corse requiert que les fréquences sur Bastia et Ajaccio soient augmentées en basse saison. La CMN va alors, tout comme la SNCM, entreprendre des modifications sur ses cargos Santa Regina et Porto Cardo. Ceux-ci sont transformés durant l'hiver 1987-1988 pour pouvoir accueillir respectivement 110 et 96 passagers. C'est ainsi qu'en 1988, après s'être consacrée près de 57 ans au transport de fret, la CMN transporte pour la première fois des voyageurs à bord de ses navires, dans des conditions sensiblement identiques à celles des ferries de la SNCM,. Cette période marque l'arrivée du modèle des navires mixtes sur les lignes de la Corse. L'expérience s'avèrera être un véritable succès, encourageant de ce fait la compagnie à développer davantage ce secteur.

### 1988 - 2011
Implantée durablement sur le marché des lignes entre Marseille et la Corse, la CMN a désormais franchi un cap en adaptant ses cargos au transport des passagers. La compagnie va alors développer cet axe tout en faisant évoluer sa flotte en fonction de la tendance, constamment à la hausse, du trafic fret.
Dès le mois d'avril 1988, la CMN fait l'acquisition d'un navire mixte d'occasion de 146 mètres à la compagnie allemande TT-Line. D'une capacité de 170 passagers et 1 400 mètres linéaires de roll, il intègre la flotte de la compagnie en mars 1989 sous le nom de Girolata. Son arrivée entraîne le transfert du Santa Regina sur Ajaccio et du Porto Cardo sur Propriano, Porto-Vecchio et la Balagne. C'est à cette occasion que la CMN ouvre avec ce navire une ligne inédite vers Porto Torres en Sardaigne depuis Marseille via Propriano.
En 1992, la CMN est rachetée par le groupe STEF-TFE, société française spécialisée dans la logistique et le transport frigorifique. Cette même année, au cours du processus de privatisation de la CGM, la SNCM récupère auprès de sa maison-mère les parts qu'elle possédait dans la CMN.

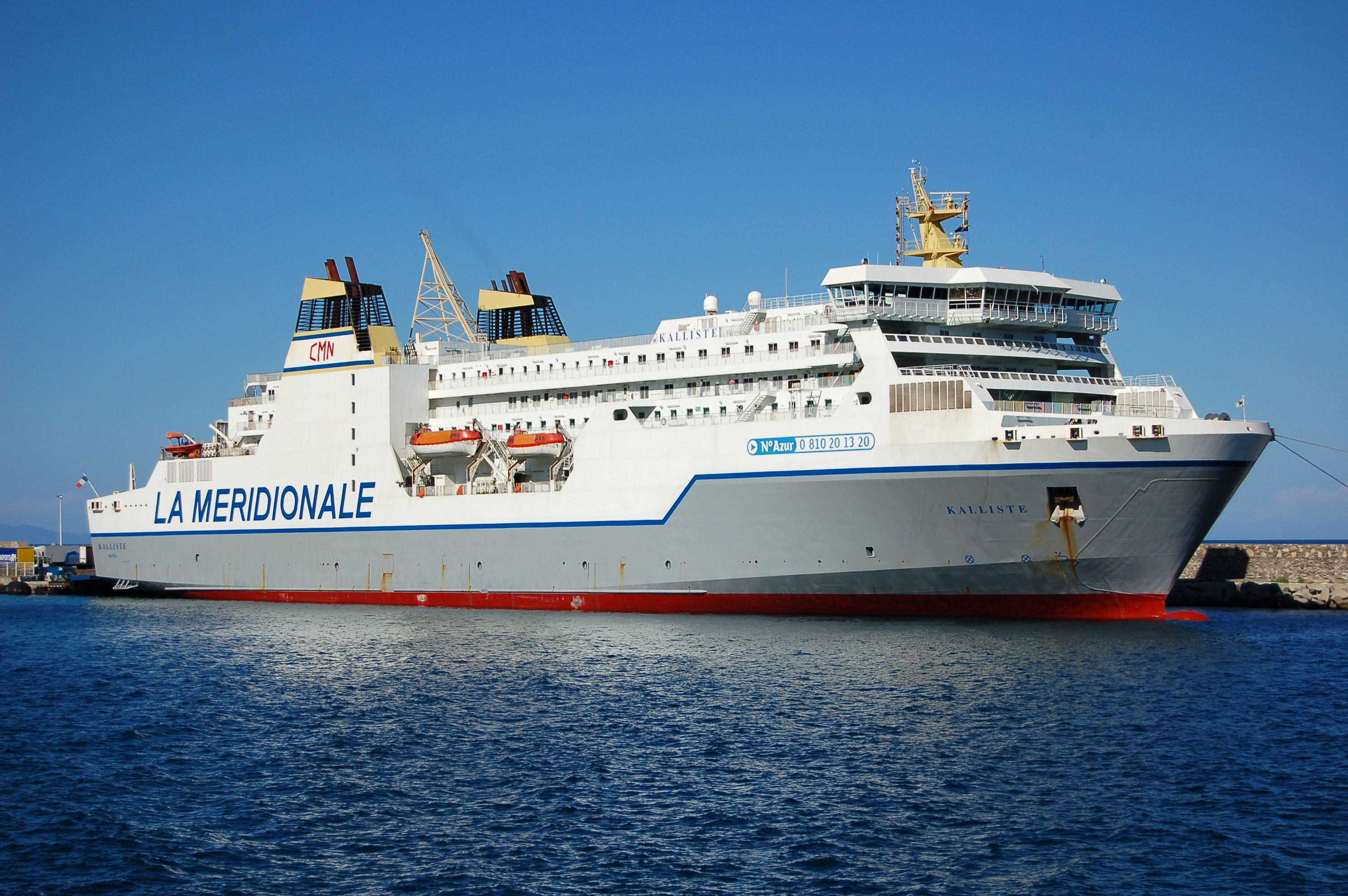
Le Kalliste, premier navire mixte directement commandé par la CMN, mis en service en 1993.

L'outil naval est renouvelé en 1993 avec l'arrivée du Kalliste en juillet entre Marseille et Bastia. Construit par les chantiers finlandais Aker Finnyards, ce navire mixte de 165 mètres est le premier directement commandé par la compagnie. Avec une capacité de roulage de plus de 2 200 mètres linéaires, soit l'équivalent de 150 remorques, il est alors le cargo le plus imposant en service sur la Corse. Il est également aménagé pour le transport de 196 passagers dans des conditions de confort accrues par rapport aux autres navires de la flotte. Sa mise en service entraîne la sortie de flotte du Girolata.
Soucieuse d'assurer ses services dans le strict respect des règles maritimes internationales et des recommandations sur la sécurité et l'environnement, la CMN obtient en 1996 la double certification ISM et ISO 9002. Elle est le premier armement français en Méditerranée et le deuxième en France exploitant des navires à passagers à recevoir ces certifications.
C'est aussi à cette période que la compagnie adopte, en 1998, le nom commercial « La Méridionale », surnom donné à l'armateur depuis de nombreuses années. Cette marque commerciale sera affichée sur la coque des navires, jusqu'ici vierge de toute inscription.
Un nouveau navire mixte d'occasion intègre la flotte au début de l'année 1999, le navire grec Ionian Star rebaptisé Scandola. Avec sa capacité de 108 remorques et 200 passagers, il supplante entre Marseille et Ajaccio le Santa Regina qui est transféré sur la desserte des ports secondaires en remplacement du Porto Cardo qui est retiré de la flotte puis vendu.
En novembre 2001, la CMN présente une offre conjointement avec la SNCM pour le renouvellement de la concession de service public entre Marseille et la Corse. Les deux armateurs se voient attribuer pour une durée de 5 ans la délégation de service public (DSP) signée avec la Collectivité territoriale et l'Office des transports de la Corse, sous l'approbation de l'Assemblée territoriale de Corse, moyennant une compensation financière maximale de 455 millions d'euros pour les deux opérateurs.

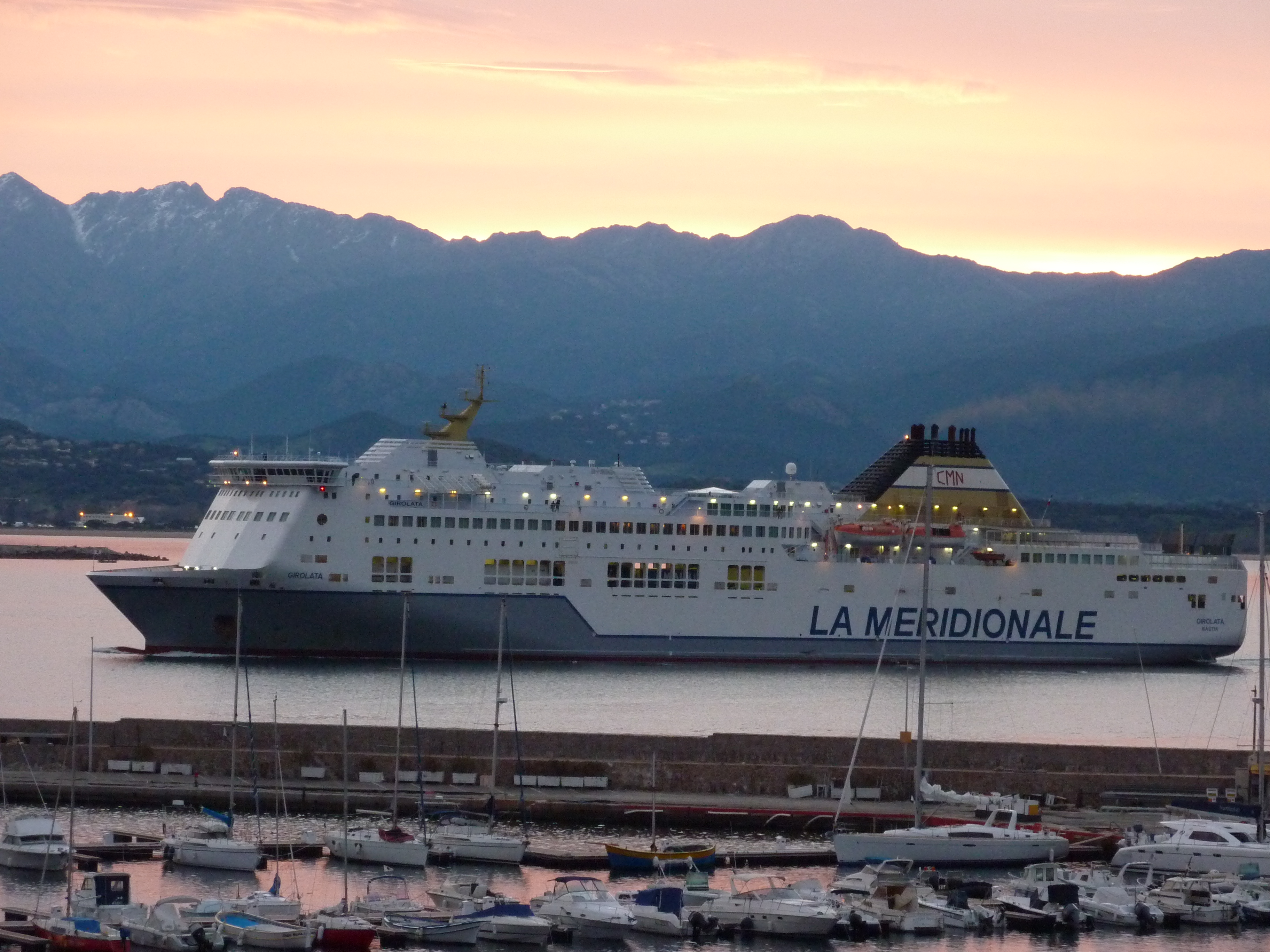
Le Girolata, acquis en 2002 à la compagnie Minoan Lines afin d'augmenter la capacité passagère de la ligne d'Ajaccio.

Le cahier des charges de cette DSP requiert toutefois une capacité minimum de 500 passagers sur Bastia et Ajaccio et de 200 pour Propriano. Des changements interviennent donc au niveau de la flotte au cours de l'année 2002, notamment avec l'acquisition du navire mixte grec Aretousa d'une capacité de 800 passagers et 140 remorques. Rebaptisé Girolata, il remplace au sein de la flotte le Santa Regina auquel succède sur la ligne de Propriano le Scandola. Le Kalliste est quant à lui transformé en Allemagne afin de porter sa capacité à 550 passagers. En 2003, avec 217 000 voyageurs, La Méridionale dépasse pour la première fois le seuil des 200 000 passagers transportés sur la Corse. C'est également à cette période que la compagnie délaisse la desserte de la Balagne qui est reprise par la SNCM.
En janvier 2006, Francis Lemor, PDG du groupe STEF-TFE, souhaite racheter la participation détenue par la SNCM dans la CMN. Il écrit à la Commission européenne, soulignant que cette opération permettrait de réduire l'aide publique dont bénéficierait la SNCM préalablement à sa privatisation et renforcerait les conditions d'un meilleur équilibre des règles de concurrence. Deux mois plus tard, dans un courrier adressé au PDG de la SNCM, La Méridionale dénonce le pacte d'actionnaire qui unissait les deux compagnies depuis 1992, s'ensuivent de multiples épisodes judiciaires face à la SNCM.
Cet épisode intervient au cours du nouvel appel d'offres pour l'attribution de la DSP couvrant la période 2007-2013. Pour marquer son indépendance vis-à-vis de la SNCM, la CMN présente une offre conjointement avec la compagnie bastiaise Corsica Ferries. En juillet 2007, La Méridionale est finalement reconduite, conjointement avec la SNCM, en tant que délégataire de service public des lignes Marseille-Corse jusqu'au 31 décembre 2013 à l'issue d'une procédure d'appel d'offres à multiples rebondissements qui a vu le rapprochement et la mise en place d'un nouveau partenariat. Pour cette DSP, les deux compagnies se partageront en moyenne chaque année 101,4 millions d'euros de subventions en compensation des obligations de service public.
En novembre, à la suite d'un épisode judiciaire à rebondissements entre la CMN et SNCM, la Cour de cassation reconnaît la validité de la dénonciation du pacte d'actionnaires de 1992 et permet à La Méridionale de conserver son indépendance vis-à-vis de la SNCM. Les parts que possède cette dernière dans la CMN sont alors cédées en 2009 au groupe STEF-TFE.
En juillet 2008, La Méridionale passe commande d'un nouveau cargo mixte aux chantiers croates BrodoSplit. Destiné à remplacer le Scandola au sein de la flotte, le nouveau navire affiche une capacité de 2 500 mètres linéaires, soit 180 remorques, et pourra embarquer jusqu'à 750 passagers. Sa mise en service est annoncée pour mars 2011.
En prévision de l'arrivée du nouveau navire, la compagnie dévoile en juin 2010 un nouveau logo. Le Kalliste est le premier navire de la compagnie à arborer la nouvelle livrée, dans un ton de bleu rappelant celui de la ville de Marseille et avec des motifs de vagues. Tour à tour, les autres navires de la compagnie seront progressivement repeints aux nouvelles couleurs, à l'exception du Scandola qui conservera la coque grise traditionnelle. C'est également à cette occasion que la compagnie prendra officiellement le nom de La Méridionale.
Cette même année 2010, l'Assemblée de Corse décide de revoir à la baisse les subventions dont bénéficie la compagnie au titre de la continuité territoriale. Cette décision, ajoutée à l'annonce de l'arrivée de la compagnie italienne Moby Lines entre Toulon et Bastia avait entraîné plusieurs mouvements sociaux à La Méridionale et à la SNCM en février 2010.

### 2011-2019
Tout au long des années 2010, La Méridionale assurera ses services sans discontinuité. L'arrivée de son nouveau navire amiral le Piana ainsi que son changement d'identité visuelle contribuera à son succès, toujours aussi grandissant, à l'inverse de sa partenaire la SNCM qui, en raison de la mauvaise gestion de la part des dirigeants et actionnaires, et des grèves fréquentes des marins disparaîtra en 2016, laissant sa place à Corsica Linea. La dépendance de La Méridionale à la DSP lui jouera toutefois des tours à la fin de la décennie, lorsque l'Assemblée de Corse décidera de son attribution à Corsica Linea pour la desserte des ports principaux.

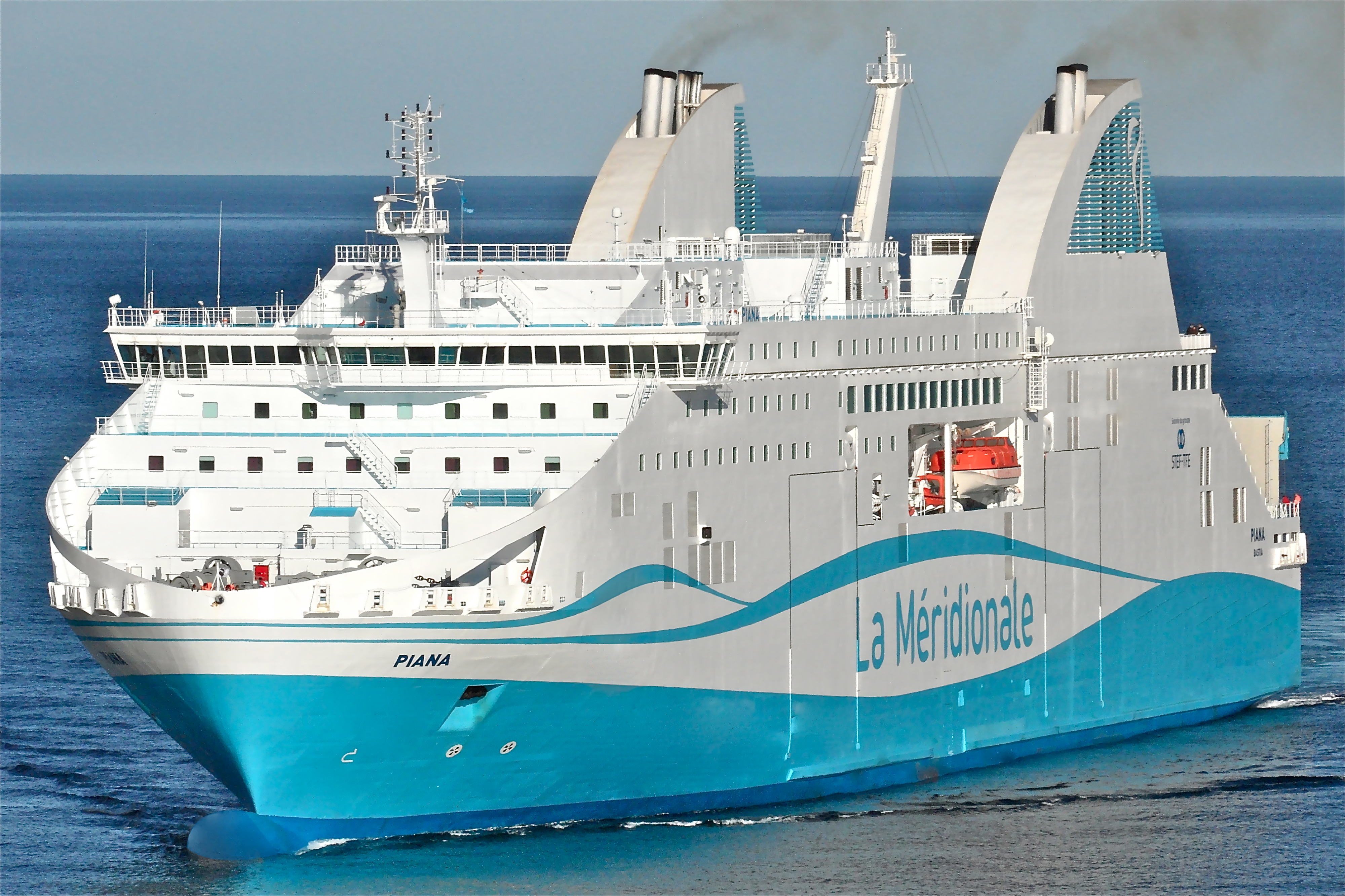
Le Piana, prévu pour entrer en service en mars 2011, sera finalement livré avec six mois de retard.

À la fin du mois de décembre 2011, la compagnie réceptionne, avec six mois de retard, le Piana, cargo mixte de nouvelle génération, remplaçant le Kalliste entre Marseille et Bastia. Ce dernier est transféré entre Marseille, Propriano et la Sardaigne en remplacement du Scandola qui est toutefois conservé par la compagnie et mis sur le marché de la location. Il naviguera sous affrètement par la compagnie espagnole Acciona en Méditerranée jusqu'à ce que La Méridionale décide finalement de s'en séparer en 2015.
En septembre 2013, La Méridionale est reconduite pour la DSP 2014-2023 aux côtés de la SNCM. Cette année marque également un record pour La Méridionale qui a transporté 274 924 passagers sur la Corse.
En juin 2014, la compagnie égale pour la première fois le trafic de la SNCM en termes de mètres linéaires transportés sur la Corse avec près de 700 000 mètres linéaires transportés. Durant la grève de la SNCM du 24 juin au 10 juillet, La Méridionale assure des rotations accélérées, depuis Toulon, afin de maintenir la continuité territoriale. Elle programme également des rotations supplémentaires effectuées de jour vers Propriano durant la saison estivale 2015. L'année 2014 voit aussi l'interruption de la ligne entre Propriano et Porto Torres, jugée déficitaire. Elle sera cependant rouverte à partir du 1er janvier 2017 à la demande des transporteurs routiers. Au même moment, la SNCM, partenaire historique de La Méridionale, est placée en redressement judiciaire en novembre 2014.
En septembre 2015, le groupe STEF, propriétaire de la compagnie, dépose une offre conjointe avec d'autres armateurs, dont la compagnie mexicaine Baja Ferries, pour la reprise des activités de la SNCM sur la Corse, avant de finalement se retirer de la course en octobre. En prévision d'une interruption des activités de la SNCM, La Méridionale affrète, avec l'aide financière de la région Corse, le roulier MN Pélican à la Compagnie maritime nantaise. Ce navire ne sera cependant jamais exploité par la compagnie et le contrat d'affrètement sera résilié courant 2015 devant l'indignation de certains élus.
La SNCM sera reprise à la fin de l'année 2015 par le groupe corse Rocca avant d'être finalement rachetée par le consortium d'entreprises insulaires Corsica Maritima, ce qui aboutira en 2016 à la création de Corsica Linea. Cette nouvelle compagnie bénéficiera d'une subdélégation du service public attribuée par La Méridionale qui affrètera par ailleurs le cargo Monte d'Oro entre Marseille et L'Île-Rousse de mai à septembre 2016 afin de valider la discontinuité juridique entre la SNCM et son successeur.
Le 30 septembre 2016, La Méridionale est reconduite pour un an aux côtés de Corsica Linea dans le cadre de la DSP subventionnée pour la période transitoire allant de début octobre 2016 à fin septembre 2017.

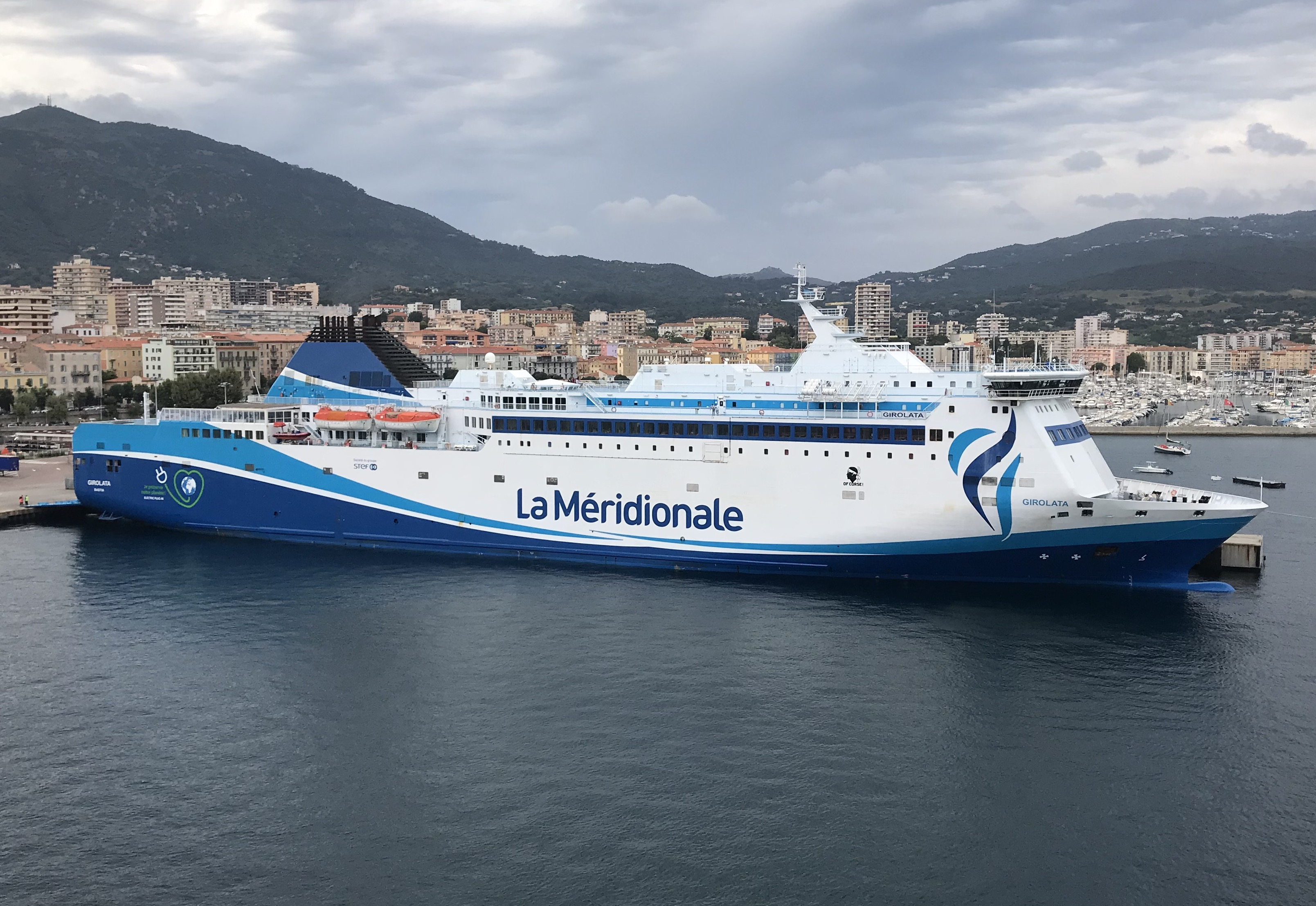
Le Girolata sera le premier navire à arborer les nouvelles couleurs de La Méridionale en décembre 2016.

Au mois de décembre, en réponse à la nouvelle identité visuelle rouge de Corsica Linea, les navires de La Méridionale sont progressivement repeints avec une nouvelle livrée bleue bicolore inspirée de la précédente et reprenant cette fois les couleurs du groupe STEF. Le Girolata est le premier navire à arborer les nouvelles couleurs de la compagnie, suivi en avril 2017 par le Kalliste et enfin par le Piana en décembre 2017.
Toujours dans l'optique de réduire les émissions de sa flotte, La Méridionale devient, en 2017, la première compagnie desservant le port de Marseille à expérimenter le branchement à quai pour ses navires grâce à l'installation d'un dispositif permettant de les raccorder à une source d'énergie externe, permettant d'arrêter complètement les moteurs lors des escales dans la cité phocéenne. En attendant l'installation du dispositif en Corse, La Méridionale poursuit sa transition énergétique en 2019 en expérimentant un filtre à particules sur le Piana.
Le 28 juillet 2017, l'Assemblée de Corse reconduit le contrat de La Méridionale et de Corsica Linea, pour la DSP de raccordement qui couvrira finalement la période allant jusqu'en septembre 2019. L'Assemblée annonce toutefois que les critères d'attribution de la prochaine DSP débutant le 1er octobre 2019 seront différents avec cette fois-ci une attribution ligne par ligne de la desserte de la Corse. Ceci encouragera alors Corsica Linea à révoquer le partenariat historique effectif entre les deux compagnies. Ainsi, en novembre 2018, La Méridionale et Corsica Linea postulent pour la première fois de manière séparée à l'appel d'offres de la DSP.
Avec sa flotte de trois navires, La Méridionale se retrouve alors très désavantagée par rapport à Corsica Linea qui possède de son côté sept navires, soit assez d'unités pour assurer le service défini par le cahier des charges. La compagnie se tourne alors vers le marché de l'affrètement pour combler le manque de navires en propriété et postule à l'appel d'offres en intégrant dans son dossier les car-ferries Oscar Wilde d'Irish Ferries et Bithia de la compagnie italienne Tirrenia. Ces deux navires seront toutefois retirés du marché au cours de la procédure d'attribution, forçant de ce fait La Méridionale à substituer à leur place le car-ferry Nova Star de la compagnie Polferries et le Baja Star de Baja Ferries. Ce changement de dernière minute entrainera le rejet des candidatures de la compagnie sur Ajaccio et Propriano,.
Malgré les recours déposés par la compagnie à l'encontre de son éviction, mais aussi du comportement douteux de sa maison-mère et en dépit de l'acquisition en propriété du cargo mixte Liverpool Seaways pour augmenter sa flotte, les trois lots dont les offres ont été jugées recevables (les ports principaux de Bastia et d'Ajaccio ainsi que le port secondaire de L'Île-Rousse) seront attribués à Corsica Linea. Cette décision entrainera un conflit social à La Méridionale qui perturbera les transports maritimes entre le continent et la Corse au début du mois de juin.

### Depuis 2019
L'aube de la décennie 2020 est marquée par de profonds changements pour La Méridionale. Dès le mois d'octobre 2019, la compagnie se voit d'abord partiellement évincée de la desserte de la Corse et reléguée aux ports secondaires. Ce coup dur sera amplifié au cours de l'année 2020 par la pandémie de Covid-19 qui touchera durement l'Europe et qui aura des répercussions inévitables sur les lignes de la Corse. Ces aléas vont inciter La Méridionale à mettre en place des alternatives pour subsister, c'est ainsi qu'une ligne vers le Maroc va être inaugurée à la fin de l'année 2020.
Avec l'entrée en vigueur de la nouvelle DSP le 1er octobre 2019, La Méridionale apparaît très fragilisée en ne conservant que la seule desserte transitoire de Propriano dont l'appel d'offres, jugé infructueux, doit être relancé. Cette situation la conduisant à n'exploiter qu'un navire sur trois, la compagnie affrète donc ses deux unités surnuméraires. Le Piana intègre la flotte de Corsica Linea qui l'exploite sur Porto-Vecchio en attendant le nouvel appel d'offres concernant cette ligne tandis que le Girolata est employé par la compagnie italienne Grandi Navi Veloci entre l'Italie continentale et la Sicile.
En janvier 2020, les appels d'offres concernant les lignes de Propriano et de Porto-Vecchio sont de nouveaux déclarés infructueux. Ceci déclenche alors un nouveau conflit social à La Méridionale, paralysant une nouvelle fois une grande partie des activités maritimes entre le continent et la Corse durant la quasi-totalité du mois de janvier. À l'issue du mouvement social, La Méridionale se voit attribuer la desserte temporaire de ces deux ports jusqu'au mois d'avril, ce qui entraîne le retour du Piana au sein de la flotte. La desserte subventionnée des ports secondaires sera définitivement attribuée en avril à La Méridionale qui a toutefois été la seule compagnie à présenter une offre.
Entre-temps, le conflit social de janvier a permis la reprise des négociations entre Corsica Linea et La Méridionale pour l'appel d'offres de la prochaine DSP devant débuter en 2021. Les deux compagnies annoncent finalement une offre commune aux conditions toutefois plus avantageuses pour Corsica Linea. Il est ainsi prévu que La Méridionale conserve l'exploitation exclusive de la ligne de Porto-Vecchio ainsi que la desserte partagée d'Ajaccio avec Corsica Linea. Elle sera cependant évincée du port de Bastia ainsi que de Propriano,.
En plus de l'éviction partielle de la DSP, la compagnie a dû faire face au cours de l'année 2020 aux conséquences de la crise sanitaire provoquée par la pandémie de Covid-19 qui a entraîné la suspension du trafic passagers vers la Corse, mais aussi l'arrêt temporaire de l'affrètement du Girolata par GNV. Malgré la reprise des activités à la fin du mois de mai, le bilan de La Méridionale pour l'année 2020 se révèle très mauvais. Les aléas rencontrés par l'armateur, cumulés aux répercussions de la crise sanitaire ont ainsi entraîné une baisse de 57% du trafic passager et 80% du trafic fret. Pour la première fois depuis de nombreuses années, la compagnie enregistre des pertes allant jusqu'à 16 millions d'euros.
Devant le manque de visibilité quant à l'avenir de la desserte de la Corse, la direction annonce en septembre l'ouverture d'une ligne reliant Marseille à Tanger, au Maroc. Repoussée en raison du regain de la pandémie de Covid-19, le premier départ vers Tanger a lieu le 3 décembre 2020. Assurée par le Girolata et le Pelagos, dernier navire acquis par l'armateur en 2019, la desserte du Maroc est effectuée dans un premier temps à raison de deux traversées hebdomadaires. La compagnie est cependant contrainte d'interrompre temporairement le trafic passager sur cette ligne à partir du 30 janvier, ce à la suite de la décision du gouvernement français de fermer les frontières en raison de la recrudescence de la pandémie. La liaison reste cependant active à cette période, ne transportant alors que du fret.
À la fin du mois de février 2021, l'assemblée de Corse vote l'attribution de la nouvelle DSP en faveur des offres portées par La Méridionale et Corsica Linea. Conformément à l'accord passé en janvier 2020 à l'issue du conflit social, le partenariat entre les deux compagnies est de nouveau effectif sur la liaison entre Marseille et Ajaccio sur laquelle est déployé le Piana. Ce partenariat aura pour effet de largement faire augmenter le chiffre d'affaires de la compagnie et ainsi limiter les pertes. Malgré cela, l'éviction de la desserte de Bastia constitue toujours une importante source de déficit ayant encore un grand impact sur le bilan de la société. À cela s'ajoute également les restrictions sur la ligne vers le Maroc qui ne sont levées qu'en juin 2021, constituant une source de déficit supplémentaire. Encouragée par des taux de remplissages satisfaisants en dépit des mauvais résultats, La Méridionale va s'efforcer de maintenir sa ligne internationale dont l'avenir semble alors plus qu'incertain. Après avoir confirmé la poursuite des traversées vers Tanger à l'issue de l'été 2022, une tentative de dédoublement de la liaison va être mise en place avec le transfert du Pelagos au départ de Barcelone à partir du 25 octobre. Ce service ne rencontrera cependant pas le succès escompté et sera clôturé en février 2023. Entre temps, la compagnie est reconduite aux côtés de Corsica Linea sur la desserte concédée de la Corse avec l'attribution d'une DSP de sept ans à partir du 1er janvier 2023. Cette nouvelle DSP marque par ailleurs un important changement pour La Méridionale qui cesse de relier le port de Propriano, qu'elle desservait depuis une quarantaine d'années, au profit de Porto-Vecchio. À l'occasion, le plan de flotte est modifié et le Girolata succède au Kalliste sur la desserte de l'extrême sud de la Corse, laissant le Pelagos seul navire à assurer la liaison avec le Maroc. Surnuméraire, le Kalliste sera quant à lui affrété par Corsica Linea pour la saison estivale 2023.
C'est aussi durant l'année 2023 qu'un changement majeur interviendra dans l'histoire de La Méridionale. Le 7 février, le groupe STEF annonce que sa filiale sera cédée au groupe CMA CGM, troisième entreprise mondiale dans le domaine du transport maritime de conteneurs. Le 31 mai, La Méridionale devient ainsi officiellement une filiale du premier armateur de France,. À l'issue de la saison estivale 2023, les premières annonce de développement de la compagnie sont faites avec l'officialisation le 14 novembre de la commande auprès des chantiers China Merchants Jinling Shipyard de deux navires neufs destinés aux lignes de la Corse dont la livraison interviendrait pour l'année 2027. Un mois plus tard, une nouvelle annonce est faite, portant sur l'ouverture d'une liaison inédite entre Toulon et L'Île-Rousse,. Assurée par le Kalliste hors du cadre de la DSP, cette nouvelle desserte est inaugurée au mois d'avril 2024 et est même complétée à partir de juin par l'ouverture d'une nouvelle ligne internationale entre L'Île-Rousse et Livourne. Enfin, la reprise de La Méridionale par CMA CGM se caractérise par une légère modification de la graphie et de l'emblème de la compagnie.

## Identité visuelle
Le logo actuel de La Méridionale a été adopté en 2010. Il évoque la ville de Marseille de par sa couleur bleue et la Corse, la mer ainsi que le vent de par sa forme. Les couleurs seront légèrement modifiées en décembre 2016 afin d'évoquer, en plus des précédents éléments, la présence du groupe STEF, à l’époque propriétaire de l'armement. En 2023, à l'occasion du rachat par le groupe CMA CGM, le logotype connaît une nouvelle évolution avec l'adoption d'une graphie plus épurée et plus anguleuse. Le pavillon d'origine de la Compagnie méridionale de navigation, adopté dans les années 1930, était composé d'un losange blanc sur fond bleu marine avec au centre les initiales « CMN » inscrits en rouge.
Les navires de la compagnie arboraient à l'origine une coque grise et une cheminée de couleur chamois avec au milieu une bande blanche à contours bleu marine où étaient inscrits au centre les initiales « CMN ». À partir de 1998, l'inscription « La Méridionale », nom commercial de la CMN à l'époque est ajouté sur les flancs des navires. À l'occasion du changement de logo en 2010, une nouvelle livrée est peinte sur les navires de la flotte. Celle-ci se veut fantaisiste avec des vaguelettes bleues sur la coque et des cheminées bleues. Cette livrée est à nouveau modifiée en 2016 et intègre désormais des vagues bleues bicolores bien plus visibles et marquées. Des bandes bleues bordant les hublots sont également apposées au niveau des superstructures, de même qu'une tête de maure avec l'inscription « Of Corse ! » sur la coque.

Logos de La Méridionale
Emblème et pavillon de la CMN de 1931 à 2010.
Logo commercial de La Méridionale de 1998 à 2010.
Logo de 2010 à 2016.
Logo de 2016 à 2023.
Logo actuel de La Méridionale depuis 2023.

## La flotte

### Flotte actuelle
Au 25 avril 2025, la flotte de La Méridionale est composée de trois navires mixtes et un ferry.
| Navire   | Pavillon | Type         | Construction | Entrée en flotte | tonnage    | Longueur | Largeur | Capacité  | Capacité  | Capacité  | Vitesse    | Statut     |
| Navire   | Pavillon | Type         | Construction | Entrée en flotte | tonnage    | Longueur | Largeur | Passagers | Véhicules | Remorques | Vitesse    | Statut     |
| -------- | -------- | ------------ | ------------ | ---------------- | ---------- | -------- | ------- | --------- | --------- | --------- | ---------- | ---------- |
| Piana    |          | Navire mixte | 2011         | 2011             | 42 180 UMS | 180 m    | 30,5 m  | 750       | 200       | 180       | 24 nœuds   | En service |
| Girolata |          | Navire mixte | 1995         | 2002             | 28 417 UMS | 177,30 m | 27 m    | 816       | 200       | 140       | 24 nœuds   | En service |
| Kalliste |          | Navire mixte | 1993         | 1993             | 30 718 UMS | 165 m    | 29 m    | 550       | 160       | 150       | 19 nœuds   | En service |
| Massalia |          | Ferry        | 1992         | 2025             | 27 541 UMS | 161,40 m | 26,60 m | 1 700     | 492       | 84        | 20,5 nœuds | En service |

### Futurs navires

#### Constructions neuves
Le 14 novembre 2023, La Méridionale a officialisé la commande de deux nouveaux navires mixtes destinés aux lignes de la Corse et dont la livraison interviendrait en 2027.
| Navire   | Pavillon | Type         | Chantier | Livraison | Tonnage    | Longueur | Largeur | Capacité  | Capacité  | Capacité  | Vitesse | Statut          |
| Navire   | Pavillon | Type         | Chantier | Livraison | Tonnage    | Longueur | Largeur | Passagers | Véhicules | Remorques | Vitesse | Statut          |
| -------- | -------- | ------------ | -------- | --------- | ---------- | -------- | ------- | --------- | --------- | --------- | ------- | --------------- |
| Albanova |          | Navire mixte | CMJL     | 2027      | 42 150 UMS | 180 m    | 30,8 m  | 1 000     | ?         | 2 500 ml  | ?       | En construction |
| Azzura   |          | Navire mixte | CMJL     | 2027      | 42 150 UMS | 180 m    | 30,8 m  | 1 000     | ?         | 2 500 ml  | ?       | Commandé        |

### Anciens navires
Liste non exhaustive
| Navire          | Pavillon | Type         | Mise en service | Période   | tonnage    | Longueur | Largeur | Passagers | Véhicules         | Vitesse    | Statut |
| --------------- | -------- | ------------ | --------------- | --------- | ---------- | -------- | ------- | --------- | ----------------- | ---------- | --- |
| Rhône           |          | Roulier      | 1970            | 1975-1977 | 5 297 UMS  | 103,76 m | 18,78 m | -         | ?                 | ?          | A terminé sa carrière sous le nom de St Rognvald. |
| Ville de Bastia |          | Roulier      | 1970            | 1970-1979 | 499 UMS    | 90,86 m  | 14 m    | -         | ?                 | 16 nœuds   | Vendu à la compagnie française Delom et Cie. Revendu par la suite à des armateurs panaméens et allemands. A terminé sa carrière en Arabie saoudite sous le nom de Al Ahmed. Démoli au Pakistan en 2003.                        |
| Monte Cinto     |          | Roulier      | 1969            | 1978-1980 | 2 084 UMS  | 99,70 m  | 14,90 m | -         | ?                 | ?          | Affrété à la SNCM jusqu'en 1980. Aurait terminé sa carrière sous le nom de Droset pour le compte d'un armateur nord-coréen. |
| Ville d'Ajaccio |          | Roulier      | 1970            | 1970-1981 | 499 UMS    | 90,86 m  | 14 m    | -         | ?                 | 16 nœuds   | A terminé sa carrière pour le compte d'un armateur vénézuélien sous le nom de Don Pancho. |
| Ville de Corte  |          | Roulier      | 1973            | 1973-1989 | ?          | 86,75 m  | 13,99 m | -         | ?                 | 16 nœuds   | Vendu à la compagnie grecque ANEZ Lines et converti en car-ferry. Navigue toujours actuellement pour cet armateur sous le nom de Zakynthos I.                                                                                  |
| Girolata        |          | Navire mixte | 1981            | 1989-1993 | 17 790 UMS | 146,90 m | 24 m    | 170       | 1 408 m linéaires | 19 nœuds   | Vendu à la compagnie allemande TT-Line. Navigue actuellement sous le nom de Dioscuria entre la Géorgie et la Roumanie pour le compte de la compagnie géorgienne E60 Shipping Line.                                             |
| Porto Cardo     |          | Navire mixte | 1980            | 1980-1999 | 11 457 UMS | 126,50 m | 21,01 m | 96        | 1 120 m linéaires | 18 nœuds   | Vendu à la compagnie italienne Grimaldi Ferries. Naviguait depuis 2016 aux Philippines sous le nom de Trans Asia 1. Échoué à la suite du passage d'un typhon en décembre 2021 puis détruit par un incendie le 16 juillet 2022. |
| Santa Regina    |          | Navire mixte | 1985            | 1985-2002 | 14 588 UMS | 136,02 m | 22,51 m | 110       | 96                | 18 nœuds   | Vendu à la compagnie néo-zélandaise Strait Shipping. Revendu en 2015 à la compagnie indonésienne SP Ferry, navigue actuellement sous le nom de Nusa Purtera.                                                                   |
| MN Pélican      |          | Roulier      | 1999            | 2014-2015 | 12 067 UMS | 154,50 m | 22,70 m | -         | 1 690 m linéaires | 20 nœuds   | Affrété pour pallier une éventuelle disparition de la SNCM. N'a jamais navigué pour La Méridionale. |
| Scandola        |          | Navire mixte | 1992            | 1999-2015 | 19 308 UMS | 150,43 m | 23,40 m | 250       | 90                | 19 nœuds   | Retiré en 2011. Affrété de 2013 à 2015 par la compagnie espagnole Acciona. Cédé en 2015 à Baleària qui l'exploite depuis sous le nom de Dénia Ciutat Creativa.                                                                 |
| Monte d'Oro     |          | Navire mixte | 1991            | 2016      | 22 070 UMS | 145 m    | 25,70 m | 528       | 130               | 19 nœuds   | Restitué à Corsica Linea en septembre 2016. |
| Pelagos         |          | Navire mixte | 1997            | 2020-2025 | 21 856 UMS | 186 m    | 25,60 m | 300       | 200               | 21,5 nœuds | Vendu à la compagnie égyptienne United Maritime Egypt. |

## Lignes desservies

### Corse

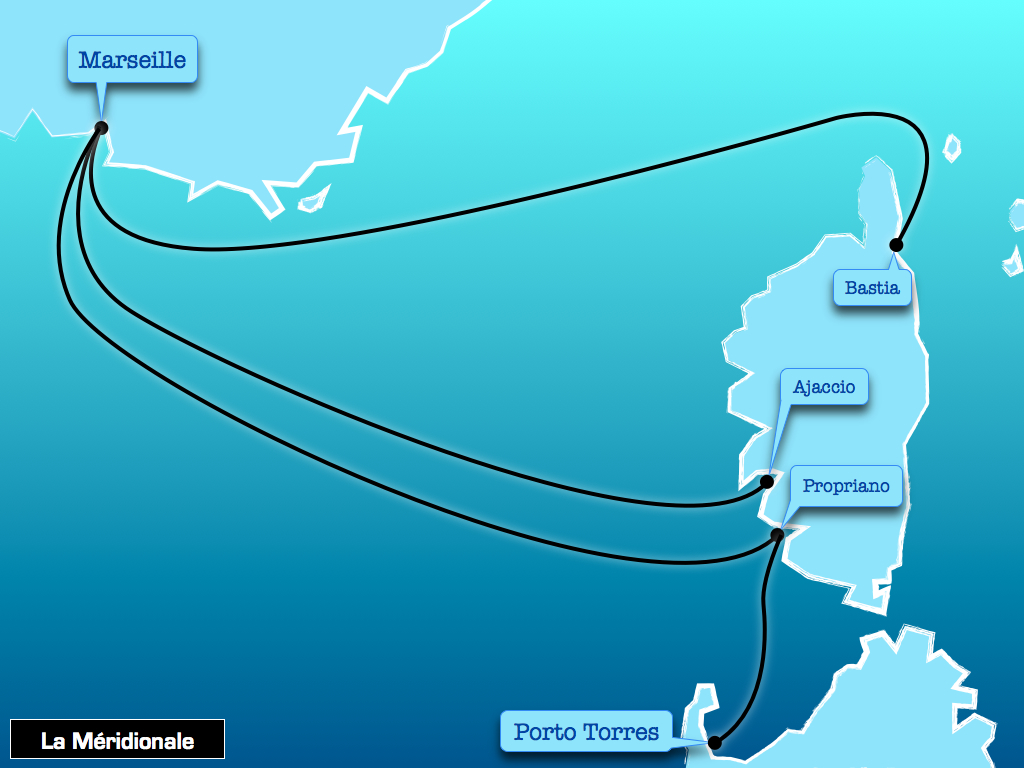
Lignes opérées par La Méridionale avant le 1 octobre 2019.

Dans le cadre de l'ancienne DSP, La Méridionale desservait toute l'année les ports de Bastia, Ajaccio et Propriano, tous les deux jours au départ de Marseille en traversée de nuit. La desserte de Bastia et d'Ajaccio, les jours lors desquels aucune rotation n'était prévue pour ces destinations était assurée jusqu'en 2016 par la SNCM, puis par Corsica Linea qui étaient les partenaires de La Méridionale. Les rotations sur le port de Propriano étaient assurées de nuit chaque lundi, mercredi et vendredi. La desserte à l'année était assurée par les cargos mixtes Piana, Girolata et Kalliste, complétés par les Jean Nicoli, Pascal Paoli, Paglia Orba et Monte d'Oro de Corsica Linea.
Le 1er octobre 2019, à la suite de l'attribution de l'exclusivité de la desserte des principales lignes à Corsica Linea, La Méridionale s'est vue dans un premier temps confiée l'exploitation provisoire de la seule ligne de Propriano en attendant la mise en place d'un nouvel appel d'offres. À partir de février 2020, la compagnie se voit attribuer en plus de Propriano, la desserte provisoire de Porto-Vecchio. Elle remportera finalement l'appel d'offres pour la desserte subventionnée de ces lignes en avril 2020.
En février 2021, l'Assemblée de Corse vote l'instauration d'une nouvelle DSP dont les débuts effectifs ont lieu le 1er mars. Dans le cadre d'un partenariat avec Corsica Linea, La Méridionale se voit attribuer l'exploitation conjointe de la ligne reliant le port principal d'Ajaccio mais reste toutefois évincée du port de Bastia. La compagnie conserve également la desserte de Propriano tandis que Corsica Linea récupère celle de Porto-Vecchio.
Fin décembre 2022, la mise en place d'une nouvelle DSP, couvrant cette fois-ci une période de sept ans, est votée à l'Assemblée pour un début effectif fixé au 1er janvier 2023. Si le cahier des charges est relativement identique à celui de la précédente DSP avec notamment la reconduction du partenariat sur la ligne d'Ajaccio, la desserte des ports de Propriano et Porto-Vecchio ont cependant été échangées, Corsica Linea récupérant la première tandis que La Méridionale se voit attribuer la seconde.
Entre les mois d'avril et octobre 2024, la compagnie a expérimenté une nouvelle ligne hors DSP entre Toulon et L'Île-Rousse à raison de trois rotations par semaine au printemps et quatre en saison estivale. La liaison est également prolongée l'été jusqu'à Livourne. Suspendues à partir du 1er octobre, ces liaisons ne sont pas reconduites l'année suivante.
Depuis le 1er octobre 2024 :
| Ligne                     | Navires  |
| ------------------------- | -------- |
| Marseille - Ajaccio       | Piana    |
| Marseille - Porto-Vecchio | Girolata |

- : Affectation toute l'année
- : Affectation en basse saison (octobre, novembre, décembre, janvier, février, mars)
- : Affectation en moyenne saison (avril, mai, début juin, fin septembre)
- : Affectation en haute saison (fin juin, juillet, août, début septembre)

### Maroc
Depuis le 3 décembre 2020, La Méridionale dessert une ligne internationale reliant Marseille au port de Tanger Med. Les traversées, d'une durée d'environ 39 heures seront assurées depuis juin 2025 par le Massalia. Les départs de Marseille s'effectuaient habituellement chaque lundi ainsi que le jeudi ou le samedi. Entre le 1er novembre 2022 et le 9 février 2023, la desserte du Maroc a été dédoublée avec l'ouverture d'une ligne entre Barcelone et Tanger assurée par le Pelagos qui a cependant été fermée faute de rentabilité.
Depuis juin 2025, une nouvelle liaison saisonnière à destination de Nador est assurée deux fois par semaine par le Kalliste jusqu'à la fin du mois de septembre.
| Ligne              | Navires            |
| ------------------ | ------------------ |
| Marseille - Tanger | Kalliste, Massalia |
| Marseille - Nador  | Kalliste           |

### Sardaigne(1989-2020)
La Méridionale assurait depuis la fin des années 1980 la desserte à l'année de Porto Torres, en Sardaigne, depuis Marseille via Propriano. Les escales à Porto Torres avaient lieu deux fois par semaine principalement le mardi et le jeudi. En raison des difficultés rencontrées par la compagnie à la suite de son éviction partielle de la DSP entre Marseille et la Corse ainsi que des conséquences de la pandémie de Covid-19, la desserte de la Sardaigne a été interrompue au cours de l'année 2020.
| Ligne                    | Navires  |
| ------------------------ | -------- |
| Marseille - Porto Torres | Kalliste |
| Propriano - Porto Torres | Kalliste |

### Autres compagnies
- Corsica Linea
- Corsica Ferries
- Moby Lines
- SNCM